# Beni Bu Ayast
Bni Bouayach (en árabe: بوعياش بني‎, en lenguas bereberes: ⴰⵉⵜ ⴱⵓⵄⵢⴰⵛ, en francés: Bni Bouayach) es un municipio situado en el norte de Marruecos, en la provincia de Alhucemas.
Está situada en el interior, a diez kilómetros del mar Mediterráneo. Tiene una población: 15.740 habitantes.
Es una población rural, predominantemente campesina. En los últimos años se ha producido un éxodo importante de emigrantes a diferentes países de Europa.
La población es bereber y su lengua materna el tamazight.